# Цингер, Николай Васильевич
Никола́й Васи́льевич Ци́нгер (1866—1923) — российский (советский) ботаник, бриолог; профессор; занимался вопросами сельского хозяйства и лесоводства.
Специалист в области морфологии растений и видообразования в растительном царстве, флоры мхов и высших растений Средней и Юго-Западной России.
Наибольшую известность получили труды Н. В. Цингера по видообразованию специализированных сорняков, засоряющих сельскохозяйственные посевы. За эти работы Цингер был удостоен (посмертно) высшей научной награды того времени — премии имени В. И. Ленина (1928).

## Биография
Николай Васильевич Цингер родился 11 мая 1866 года (23 мая по новому стилю) в семье Василия Яковлевича Цингера (1836—1907) и Магдалины Ивановны, урождённой Раевской (ум. в 1888 году). Его отец происходил из семьи обрусевших немцев — дед Василия Яковлевича, переехав из Германии в Россию в конце XVIII века, получил за добросовестную службу звание потомственного дворянина; Василий Яковлевич был разносторонней личностью — математиком, профессором Московского университета, ботаником, автором значительных работ по флоре Средней России, а также автором философских работ.
Детство и юность Николай Цингер провёл в Мелеховке Тульской губернии, в имении своей матери.
Под влиянием своего отца Николай с детства полюбил природу и увлёкся ботаникой. После окончания Первой Московской гимназии он поступил на естественное отделение Московского университета (1885), которое окончил в 1890 году. Среди его учителей можно выделить профессоров И. Н. Горожанкина (систематика растений, морфология растений) и К. А. Тимирязева (физиология растений, лекции по вопросам эволюции).
Продолжал заниматься ботаникой под руководством профессора С. Г. Навашина, ассистентом которого в Киевском университете состоял с 1895 года и в лаборатории которого сделал работу «Материалы для морфологии женских цветков и соцветий в семействе коноплёвых». В 1898 году защитил эту работу в качестве диссертации на степень магистра ботаники. С этого же года Н. В. Цингер — приват-доцент в Университете Святого Владимира в Киеве. С 1903 года — адъюнкт-профессор Ново-Александрийского института сельского хозяйства и лесоводства (располагался в городе Пулавы, Польша, а в 1914 году был переведён в Харьков; сейчас — Харьковский государственный аграрный университет имени В. В. Докучаева).
Н. В. Цингер — один из учредителей Русского ботанического общества, созданного в 1915 году.
Со времён учёбы в университете на первом месте среди научных интересов Николая Цингера стояли вопросы изменчивости растений и видообразования, в том числе под влиянием антропогенных факторов. Одна из наиболее известных его работа — «О видах рыжика (Camelina) и торицы (Spergula), которые засоряют посевы льна, и их происхождении».

Можно с уверенностью сказать, что чудесная работа нашего молодого ботаника, которая увидела свет в год двойного юбилея Дарвина и дарвинизма, принесла бы великому учёному большее удовлетворение, чем многочисленные похвальные слова, которые слышны на протяжении года в разных точках земного шара.— Тимирязев К. А. Год итогов и ошибок
Более десяти последних лет своей жизни Цингер занимался исследованием видообразования у растений рода погремок (Rhinanthus, syn. Alectorolophus) семейства Заразиховые, особенно у вида погремок большой (Rhinanthus angustifolius, syn. Alectorolophus major). Большинство опытов с погремком и обработка материалов была завершена учёным ещё до начала Первой мировой войны, однако приступить к написанию работы на эту тему он смог только после её окончания.
С 1920 года Цингер тяжело болел, почти не вставал, однако в конце 1922 года его самочувствие улучшилось и он продолжил работу над книгой о погремке. Как вспоминала его жена, «в это время к основной болезни присоединились подагрические явления, и больной лишился возможности писать правой рукой; он научился и стал писать левой…» В апреле 1923 года самочувствие Цингера существенно улучшилось, он спешно дописывал книгу, однако 18 мая его состояние резко ухудшилось и в тот же день он скончался.

## Семья
Жена — Надежда Яковлевна Цингер. После смерти мужа занималась подготовкой к печати его незаконченной работы «О подвидах большого погремка», опубликованной в 1928 году.
Дочь - Мария Николаевна Цингер., родилась 8 июня 1896 года (по старому стилю) в городе Киев, 19 июня того же  года была крещена в православной Благовещенской церкви Киева (церковь не сохранилась). Воспреемниками при крещении были: заслуженный профессор Московского университета действительный статский советник Василий Яковлевич Цингер и потомственная дворянка Ольга Сергеевна Головина. В метрической книге Благовещенской церкви указано, что на момент совершения таинства крещения дочери Марии, потомственный дворянин Николай Васильевич Цингер числился консерватором ботанического сада.
Н. В. Цингер — старший брат Александра Васильевича Цингера (1870—1934), физика, педагога, автора учебников по физике, а также книги «Занимательная ботаника».

## Некоторые работы
- Цингер Н. В. Материалы для бриологической флоры Тульской губернии. — СПб, 1893
- Цингер Н. В. О засоряющих посевы льна видах Camelina и Spergula и их происхождении. — СПб, 1909.
- Цингер Н. В. Подвиды Alectorolophus major Rchnb., живущие в местах, подвергаемых влиянию сельскохозяйственной культуры, и их происхождение путём естественного отбора // Сборник в честь 25-летия научной деятельности проф. Н. И. Кузнецова. — Юрьев, 1913. — С. 187—190.
- Цингер Н. В. О подвидах большого погремка (Alectorolophus major Rchb.). — Вологда : Северный печатник, 1928. — 127 с. — 2000 экз.